# 燜燒鍋

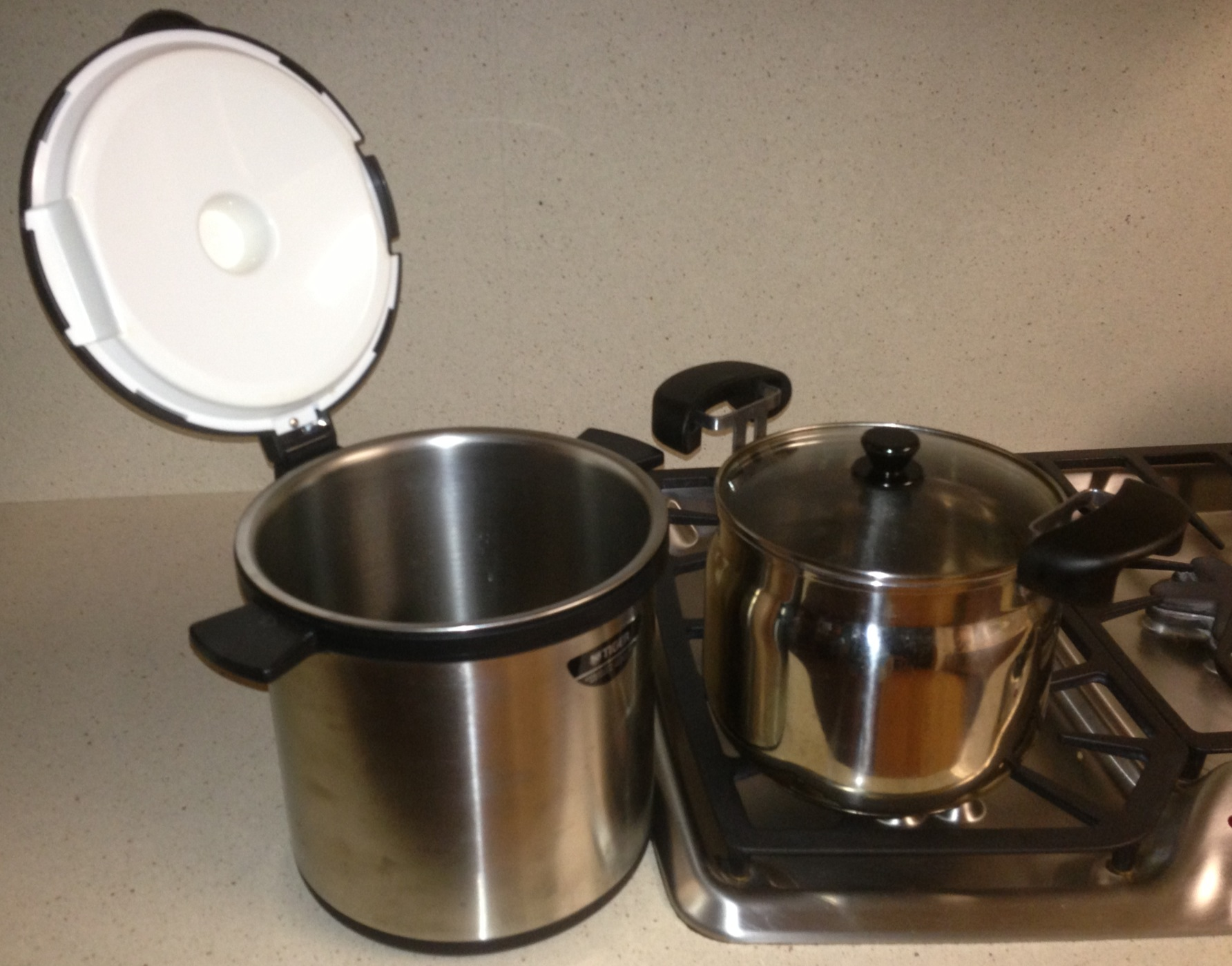
一種有内锅的保温瓶炊具

燜燒鍋，一種用來燜燒並具有內外膽的烹調器具。

## 功能原理

### 加熱
烹飪時內鍋的溫度將高於食材的沸點，可使加熱設施直接對內鍋進行加熱，進而使食材被煮熟。

### 保溫功能
因內鍋儲存了大量的餘熱，且外鍋有隔熱良好的保溫材料，此時置入外鍋中，可將內鍋儲存的熱能用於持續加熱食材，屬於較節能的鍋具。

### 同品項之間的差異
燜燒鍋的效果取决于內鍋的儲熱能力和外鍋的保溫能力。